# Xantoastrocitoma pleomorfo
Lo xantoastrocitoma pleomorfo (PXA) è un tumore cerebrale raro, che si sviluppa prevalentemente negli emisferi cerebrali, più raramente a livello leptomeningeo.
Si osserva più frequentemente nell'infanzia e nei giovani adulti e l'asportazione chirurgica è correlata con una prognosi favorevole. La presenza di una forma anaplastica è molto rara.
Dal punto di vista istologico il tumore, che è GFAP-positivo, può sembrare abbastanza aggressivo: caratterizzato da marcato pleomorfismo cellulare, atipia nucleare, mitosi, necrosi e cellule giganti multinucleate.
Il PXA, designato di grado II nella classificazione WHO, nonostante le caratteristiche istologiche (e di imaging) di un tumore di alto grado, in realtà si comporta normalmente come un astrocitoma a basso grado.
È perciò importante riconoscere e distinguere il PXA da neoplasie più aggressive, in quanto trattamento e prognosi differiscono significativamente dagli astrocitomi di alto grado.
Nella maggior parte dei pazienti una asportazione chirurgica totale non richiede ulteriore trattamento (in certi casi ciò accade anche per asportazione quasi-totale). Pazienti che subiscono asportazione subtotale possono richiedere successiva radioterapia e/o chemioterapia.
È quindi un tumore in posizione intermedia tra l'astrocitoma pilocitico (grado I) e gli astrocitomi diffusi (grado II e oltre), con caratteristiche, che apparentemente lo renderebbero assimilabile ad un glioblastoma. In realtà difficilmente presenta ricorrenza o malignità, ed ha una sopravvivenza a 10 anni del 70%.